# 非裔伊朗人
非裔伊朗人，是指有黑人血統的伊朗人，他们多数生活在錫斯坦－俾路支斯坦省与胡齐斯坦省。

## 歷史
印度洋的黑人奴隸貿易有千多年，隨著時間的推移改變目的。他们最初是阿拉伯人從東非帶来從事苦役，后来在卡扎尔王朝时代帶来黑人妇女兒童從事家内勞动，在英国压力下伊朗在1848年终止黑奴买卖。